# Arapahoe, Wyoming
Arapahoe är en ort (census-designated place) i Fremont County i centrala delen av den amerikanska delstaten Wyoming. Orten är belägen vid Little Wind River 13 kilometer sydväst om countyts största stad Riverton, i Wind Rivers indianreservat. Befolkningen uppgick till 1 656 invånare vid 2010 års federala folkräkning.
Orten grundades som en katolsk missionsstation 1884. Den lokala katolska kyrkan St. Stephen's Mission Church är dekorerad med traditionella mönster av Arapahokonstnären Raphael Norse.